# Antoine-Louis Cornette
Le chanoine Antoine-Louis Cornette, né à Pierrefitte-sur-Loire dans l'Allier le 8 novembre 1860 et mort le 19 septembre 1936 à Paris, est l'un des fondateurs du mouvement Scouts de France, avec le père Jacques Sevin, Paul Coze et Édouard de Macedo.

## Biographie

### Jeunesse
Après des études chez les Frères des Écoles chrétiennes à Bourbon, puis au petit séminaire de Rimont, il entre au séminaire d'Autun. De faible santé, il est autorisé par son évêque de poursuivre son séminaire à Issy-les-Moulineaux en région parisienne. Il est ordonné prêtre le 17 décembre 1887 pour le diocèse de Paris. Nommé censeur de collège, il est empoisonné par la peinture de sa chambre, au blanc de céruse, et perd l'usage de ses deux bras, paralysés. Il devient ensuite vicaire à Saint-Honoré-d'Eylau à Paris.

### Les prémices du scoutisme
En 1902, il fonde « la réunion d'Eylau », un groupe destiné à la formation religieuse de jeunes lycéens (dont la plupart proviennent du lycée Janson-de-Sailly). Au déclenchement de la Grande Guerre, il est nommé aumônier des hôpitaux et reste dans la région parisienne.
En 1916, il rencontre Paul Coze, alors âgé de treize ans, qui revient d'un séjour en Égypte où il a découvert le scoutisme et souhaite continuer à le pratiquer. Après avoir lu le livre Scouting for boys en français : « Éclaireurs » du fondateur du mouvement, Robert Baden-Powell, et y avoir vu un moyen d'éducation intéressant, Cornette fonde les « Entraîneurs catholiques de France » avec un groupe de jeunes issus de la réunion d'Eylau, dont le président est Édouard de Macedo. Les deux chefs de terrain sont les frères Paul et Marcel Coze, qui mettent en application le scoutisme qu'ils ont pratiqué dans la troupe britannique d'Alexandrie en Égypte.

### La création des Scouts de France
À cette époque, de nombreux groupes de scoutisme apparaissent à travers la France, tandis que les mouvements Éclaireuses éclaireurs de France et Éclaireuses et Éclaireurs unionistes de France, respectivement neutre et protestant, prennent de l'importance. Cette situation fait prendre conscience à Antoine-Louis Cornette de la nécessité de créer un grand mouvement de scoutisme catholique.
À l'automne 1919, le futur chanoine Cornette rencontre le père Jacques Sevin, qui, après avoir beaucoup étudié le scoutisme, a la même ambition. Leur credo est de faire des « meilleurs scouts parce que catholiques, meilleurs catholiques parce que scouts ». La fédération des Scouts de France naît officiellement le 25 juillet 1920, avec pour président un chef militaire prestigieux, le général de Maud’huy ; elle comporte les trois troupes de Paris et les six fondées à Lille par Sevin. Les « Entraineurs » du chanoine Cornette deviennent les troupes Saint-Louis. Pour faciliter l'acceptation du scoutisme par la hiérarchie ecclésiastique, le chanoine Cornette est cité comme le fondateur officiel de cette association. Il est nommé aumônier général du mouvement et est notamment chargé de faire accepter la nouvelle fédération par sa hiérarchie. Le 17 janvier 1921, il obtient le soutien de Louis-Ernest Dubois, nouvel archevêque de Paris. En 1925, c'est Pie XI qui soutiendra à son tour le scoutisme catholique en France.
En 1927, le gouvernement français reconnaît les Scouts de France « d'utilité publique » et décerne au chanoine Cornette la croix de la Légion d'honneur en 1929. À sa mort le 19 septembre 1936, celui dont le nom de totem est « Vieux Loup » laisse le scoutisme catholique sur une courbe en forte progression : 24 000 en 1930, 30 000 en 1933, 55 000 en 1937, 64 000 en 1939.